# Circellobates venustus
Circellobates venustus är en kvalsterart som beskrevs av Malcolm Luxton 1992. Circellobates venustus ingår i släktet Circellobates och familjen Fortuyniidae. Inga underarter finns listade i Catalogue of Life.